# Brian Taylor (cestista)
Brian Dwight Taylor (Perth Amboy, 9 giugno 1951) è un ex cestista e allenatore di pallacanestro statunitense, professionista nella ABA e nella NBA.

## Carriera
Venne selezionato dai Seattle SuperSonics al secondo giro del Draft NBA 1972 (23ª scelta assoluta), scelse di andare a giocare in ABA con i New York Nets.
Con gli Stati Uniti disputò i Giochi panamericani di Cali 1971.

## Statistiche
| † | Denota una stagione in cui ha vinto il titolo ABA |
| * | Primo nella lega                                  |

### ABA-NBA

#### Regular Season
| Anno            | Squadra              | PG  | PT | MP   | TC%  | 3P%   | TL%  | RP  | AP  | PRP  | SP  | PP   |
| --------------- | -------------------- | --- | -- | ---- | ---- | ----- | ---- | --- | --- | ---- | --- | ---- |
| 1972-1973       | N.Y. Nets (ABA)      | 63  | -  | 32,3 | 51,5 | 16,0  | 74,3 | 3,2 | 2,8 | -    | -   | 15,3 |
| 1973-1974†      | N.Y. Nets            | 75  | -  | 33,4 | 47,6 | 27,6  | 69,9 | 2,9 | 4,5 | 2,1  | 0,3 | 11,1 |
| 1974-1975       | N.Y. Nets            | 79  | -  | 33,1 | 51,3 | 21,7  | 76,5 | 2,9 | 3,6 | 2,8* | 0,3 | 14,0 |
| 1975-1976†      | N.Y. Nets (ABA)      | 54  | -  | 32,1 | 48,9 | 42,1* | 79,2 | 3,0 | 3,8 | 2,3  | 0,4 | 16,7 |
| 1976-1977       | K.C. Kings (NBA)     | 72  | -  | 34,6 | 50,4 | -     | 81,8 | 3,3 | 4,4 | 2,8  | 0,2 | 17,0 |
| 1977-1978       | Denver Nuggets (NBA) | 39  | -  | 31,3 | 45,2 | -     | 76,5 | 2,5 | 3,4 | 1,8  | 0,2 | 11,6 |
| 1978-1979       | San Diego Clippers   | 20  | -  | 10,6 | 36,1 | -     | 88,9 | 1,3 | 1,0 | 1,2  | 0,0 | 3,8  |
| 1979-1980       | San Diego Clippers   | 78  | -  | 35,3 | 46,7 | 37,7  | 80,2 | 2,4 | 4,3 | 1,9  | 0,3 | 13,5 |
| 1980-1981       | San Diego Clippers   | 80  | -  | 28,9 | 52,5 | 38,3* | 78,9 | 1,9 | 5,5 | 1,5  | 0,3 | 10,1 |
| 1981-1982       | San Diego Clippers   | 41  | 40 | 31,1 | 50,3 | 36,5  | 81,8 | 2,3 | 5,6 | 1,1  | 0,2 | 10,8 |
| Carriera ABA    | Carriera ABA         | 271 | -  | 32,8 | 49,9 | 30,7  | 75,4 | 3,0 | 3,7 | 2,4  | 0,3 | 14,0 |
| Carriera NBA    | Carriera NBA         | 330 | 40 | 31,1 | 48,7 | -     | 80,3 | 2,4 | 4,5 | 1,8  | 0,2 | 12,3 |
| Carriera Totale | Carriera Totale      | 601 | 40 | 31,9 | 49,3 | -     | 78,0 | 2,7 | 4,1 | 2,1  | 0,3 | 13,1 |

#### Massimi in carriera
Regular Season
- Massimo di punti in ABA: 40 vs Virginia Squires (4 aprile 1976)
- Massimo di punti in NBA: 38 vs Chicago Bulls (18 marzo 1977)
- Massimo di rimbalzi in ABA: 10 vs Kentucky Colonels (14 dicembre 1974)
- Massimo di rimbalzi in NBA: 12 vs Cleveland Cavaliers (1º dicembre 1976)
- Massimo di assist in ABA: 11 (2 volte)
- Massimo di assist in NBA: 13 vs Portland Trail Blazers (12 novembre 1981)
- Massimo di palle rubate in ABA: 5 vs San Antonio Spurs (13 marzo 1975)*
- Massimo di palle rubate in NBA: 7 (2 volte)
- Massimo di stoppate in ABA: 2 vs San Antonio Spurs (21 novembre 1974)*
- Massimo di stoppate in NBA: 2 (8 volte)

(* tenendo conto dei dati ABA al momento disponibili e che le statistiche di queste categorie vennero registrate sistematicamente solo dalla stagione ABA 1973-1974)

#### Playoffs
| Anno     | Squadra         | PG  | PT | MP   | TC%  | 3P%  | TL%  | RP  | AP  | PRP | SP  | PP   |
| -------- | --------------- | --- | -- | ---- | ---- | ---- | ---- | --- | --- | --- | --- | ---- |
| 1973     | N.Y. Nets (ABA) | 5   | -  | 33,2 | 48,3 | 0,0  | 80,0 | 3,2 | 2,2 | -   | -   | 13,6 |
| 1974†    | N.Y. Nets       | 14  | -  | 36,2 | 51,8 | 66,7 | 76,7 | 4,4 | 4,4 | 2,4 | 0,3 | 14,1 |
| 1975     | N.Y. Nets       | 5   | -  | 37,2 | 36,1 | 33,3 | 100  | 2,4 | 2,8 | 1,4 | 0,2 | 6,2  |
| 1976†    | N.Y. Nets (ABA) | 13* | -  | 36,5 | 38,0 | 30,0 | 73,9 | 2,6 | 3,5 | 2,0 | 0,2 | 15,8 |
| Carriera | Carriera        | 37  | -  | 36,1 | 44,0 | 32,4 | 76,8 | 3,3 | 3,6 | 2,1 | 0,3 | 13,5 |

#### Massimi in carriera
Playoffs
- Massimo di punti in ABA: 25 vs Carolina Cougars (3 aprile 1973)
- Massimo di rimbalzi in ABA: 8 vs Kentucky Colonels (20 aprile 1974)
- Massimo di assist in ABA: 7 (3 volte)
- Massimo di palle rubate in ABA: 4 vs San Antonio Spurs (9 aprile 1976)*
- Massimo di stoppate in ABA: 1 vs San Antonio Spurs (18 aprile 1976)*

(* tenendo conto dei dati ABA al momento disponibili e che le statistiche di queste categorie vennero registrate sistematicamente solo dalla stagione ABA 1973-1974)

## Palmarès
- Campionato ABA: 2

New York Nets: 1974, 1976
- NCAA AP All-America Third Team (1972)
- ABA Rookie of the Year Award (1973)
- ABA All-Rookie Team (1973)
- All-ABA Team: 1

Second Team: 1975
- ABA All-Defensive Team: 2

1975, 1976
- NBA All-Defensive Team: 1

Second Team: 1977
- ABA All-Star Game: 2

1975, 1976
- Maggior numero di palle rubate totali nella stagione ABA: (1974-1975)
- Più alta percentuale nel tiro da 3 punti nella stagione ABA: (1975-1976)
- Maggior numero di tiri da tre punti realizzati in stagione NBA: (1979-1980)
- Più alta percentuale nel tiro da 3 punti nella stagione NBA (1980-1981)
- Quarantasettesimo per numero di assist di sempre ABA
- Ottavo miglior giocatore per palle rubate di sempre ABA
- Quarto migliore giocatore di sempre per palle rubate a partita ABA in regular season (2,4 palle rubate a partita)